# Бланшо, Николя
Николя Андрев Бланшо (фр. Nicolas Andrev Blancho, также известный как Абу Аммар Абдулла фр. Abu Ammar Abdullah или Абдалла фр. Abdallah; род. сентябрь 1983, Biel/Bienne, Берн) — президент Исламского центрального совета Швейцарии (ICCS). Бланшо родом из Рюэггисберга.
Финансируемый Катаром и связанный с членом Дома Аль Тани, Бланшо является объектом нескольких споров, включая распространение джихадистской пропаганды, антисемитизм, попытку получить оружие и восхваление Исламского государства Ирака и Леванта.

## Биография
Согласно данным швейцарской газеты «Die Weltwoche», Бланшо вырос в Биле в семье либеральных взглядов, неверующим.После окончания средней школы он начал учиться на печатника. В 16 лет он принял ислам. Он оставил учёбу, продолжил учёбу в средней школе и в 2007 году изучал право и исламоведение в Бернском университете.
В 2004 году Бланшо основал компанию «Alquds Food GmbH», импортировавшую продукты питания, в частности, из Туниса. Компания была ликвидирована в 2007 году. В 2006 году он вместе с Абдулом Хамидом Аль-Файеком основал компанию по импорту и экспорту продуктов питания «A & B Tradex GmbH», которая была ликвидирована в 2013 году.
Бланшо свободно владеет немецким, французским и арабским языками. Он фактически полигамен, несмотря на запрет многоженства в швейцарском законодательстве. Он официально женился на йеменке, а затем по исламским законам женился на женщине из Косово. По данным источников, близких к ICCS, у него есть как минимум третья жена.
Бланшо придерживается салафитской формы ислама, которая исключает современную интерпретацию Священного Писания. Он назвал погребение камней «элементом, ценностью моей религии». С 2003 года Николя Бланшо известен своей борьбой за введение шариата в Швейцарии.
Бланшо является основателем и председателем ICCS вместе с Каасимом Илли, который был осужден в 2005 году за порнографию (копрофилию) и антисемитизм.
За эти годы Бланшо накопил много долгов, общая сумма которых, согласно статье в прессе, опубликованной в ноябре 2017 года, составила 200 000 швейцарских франков. Эта сумма включает в себя долги его обанкротившихся компаний, а также неоплаченные налоговые счета, взносы по медицинскому страхованию, взносы в фонд социального страхования и счета за ремонт автомобиля.
По словам политика Анри-Шарля Бёша, весьма вероятно, что Бланшо получает социальную помощь от муниципалитета Берна.

## Споры
Пресса характеризует Бланшо, как и членов Исламского центрального совета Швейцарии, как меньшинство опасных радикальных исламистов. Другие газетные статьи подчеркивают его связи с терроризмом.
В ноябре 2016 года прокуратура Швейцарии начала расследование в отношении Бланшо и Каасима Илли после публикации видео с пропагандой джихада. Другая запись свидетельствует о том, что он поддерживает группировку «Исламское государство».
В мае 2018 года Федеральный суд Швейцарии подтвердил решение полиции Берна, запрещающее Бланшо носить оружие. «Имелись конкретные признаки того, что сам заявитель мог представлять опасность для третьих лиц», — заявил суд низшей инстанции Берна, где Бланшо обжаловал это решение.
По данным «Le Temps», Федеральная разведывательная служба Швейцарии (FIS) расследует связи между Бланшо и исламистами, базирующимися в Катаре и считающимися близкими к «Аль-Каиде», такими как Абдулрахман аль-Нуайми и Али Абдулла аль-Сувайди.
Бланшо получает финансовую поддержку от Катара.
Он возглавляет швейцарские ассоциации «Aziz Aid» и «Qoranona» вместе с Абдулазизом Абдулрахманом Х.А. Аль-Тани, высокопоставленным членом правящей семьи Катара, Дома Аль Тани.
В интервью на YouTube Бланшо также поблагодарил Фонд гуманитарных услуг шейха Тани бин Абдуллы за финансовую поддержку.